# The Dissent of Man
The Dissent of Man è il quindicesimo album dei Bad Religion, pubblicato il 24 settembre 2010 dalla Epitaph Records.

## Tracce
1. The Day That the Earth Stalled – 1:23 (Graffin)
2. Only Rain – 2:43 (Gurewitz)
3. The Resist Stance – 2:32 (Graffin)
4. Won't Somebody – 2:43 (Gurewitz)
5. The Devil in Stitches – 3:28 (Gurewitz)
6. Pride and the Pallor – 2:56 (Graffin)
7. Wrong Way Kids – 2:43 (Gurewitz)
8. Meeting of the Minds – 2:06 (Graffin)
9. Someone to Believe – 2:28 (Graffin)
10. Avalon – 3:28 (Graffin)
11. Cyanide – 3:55 (Gurewitz)
12. Turn Your Back on Me – 2:24 (Gurewitz)
13. Ad Hominem – 3:27 (Graffin)
14. Where the Fun Is – 3:04 (Gurewitz)
15. I Won't Say Anything – 3:22 (Gurewitz)

Durata totale: 42:42

## Formazione
- Greg Graffin - voce
- Brett Gurewitz - chitarra, cori
- Brian Baker - chitarra
- Greg Hetson - chitarra
- Jay Bentley - basso, cori
- Brooks Wackerman - batteria
- Joe Barresi - produttore
- Mike Campbell - chitarra nella canzone Cyanide